# عقدية (مخبوزات)

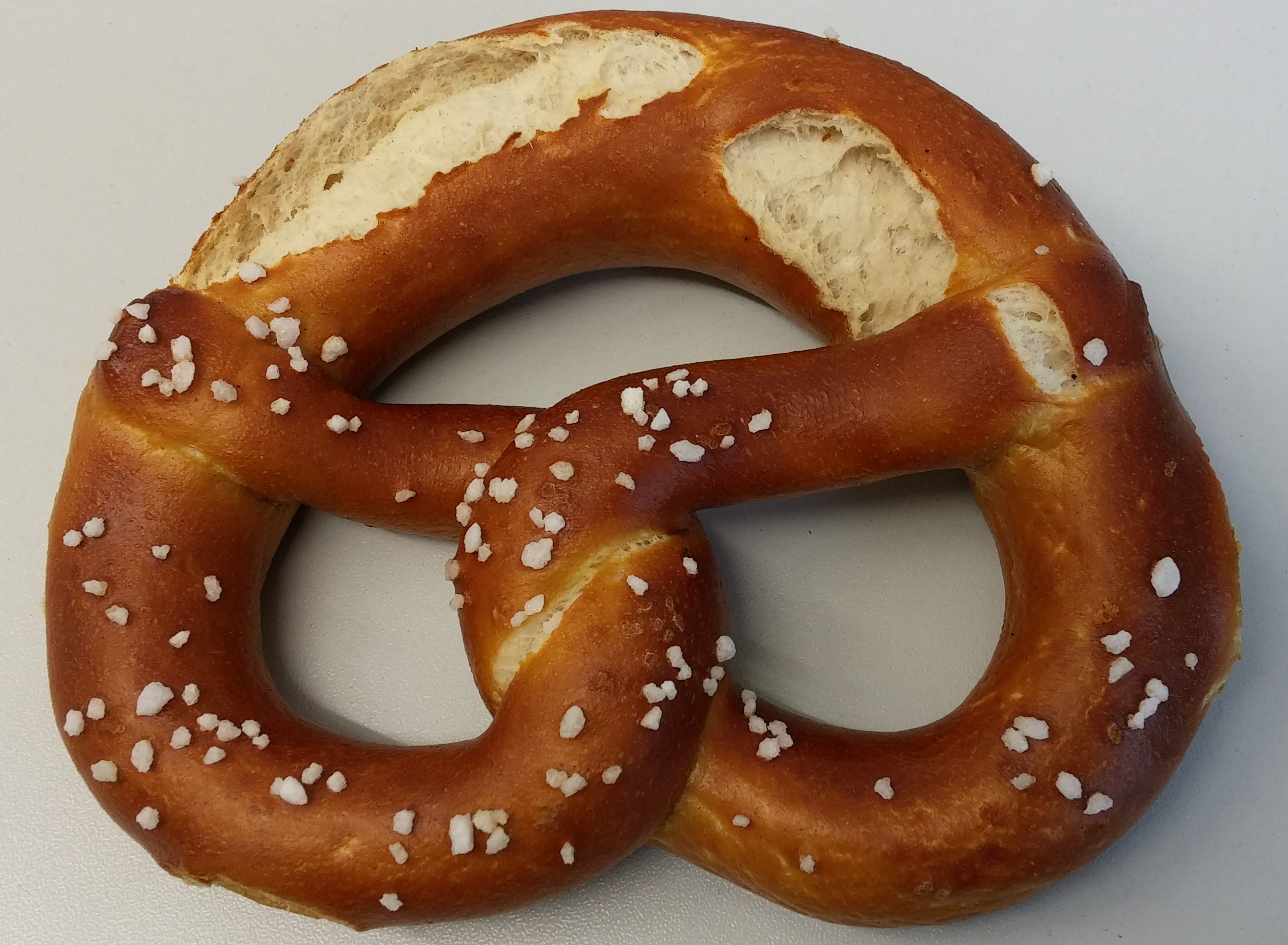
عقدية منيخ

العُقْدِيَّة (بالألمانية: Brezel) هي نوع من المخبوزات المُمَلَّحَة شبيهٌ شَكْلُهَا بالعقدة.

## الأصل التاريخي
لا يزال الأصل التاريخي لمخبوزات البريتزل غير محدد بدقة، وتوجد العديد من الروايات المختلفة بهذا الصدد، إلا أن معظم المصادر ترجح أنها ارتبطت بالرهبان المسيحيين. تقول إحدى الروايات إن أول من صنعها كان راهب إيطالي كمكافأة للأطفال الذين يؤدون صلواتهم. كانت شرائح العجين المخبوزة والمطوية بحيث تشبه ذراعين متقاطعين على الصدر تسمى «بريتيولا» وهي الكلمة التي تعني في الإيطالية «المكافأة الصغيرة». وترجع بعض المصادر أصل صناعة مخبوزات البريتزل إلى أحد الأديرة في جنوب فرنسا. ربطت إحدى الروايات بين مخبوزات البريتزل وعبادة الآلهة السلتية سيرونا.
كانت مخبوزات البريتزل تستخدم منذ القرن الثاني عشر كشعار للخبازين ونقاباتهم في مناطق عديدة من جنوب ألمانيا.
ارتبطت المخبوزات عمومًا بعبادات الديانة المسيحية مثل الصوم الكبير الذي يُحظر فيه على المسيحيين تناول البيض، أو اللحوم، أو منتجات الألبان مثل الحليب، والزبد، كان المسيحيون المتدينون يتناولون أنواع بسيطة من المخبوزات تصنع من الدقيق والماء فقط أثناء الصوم الكبير وقبل عيد الفصح.

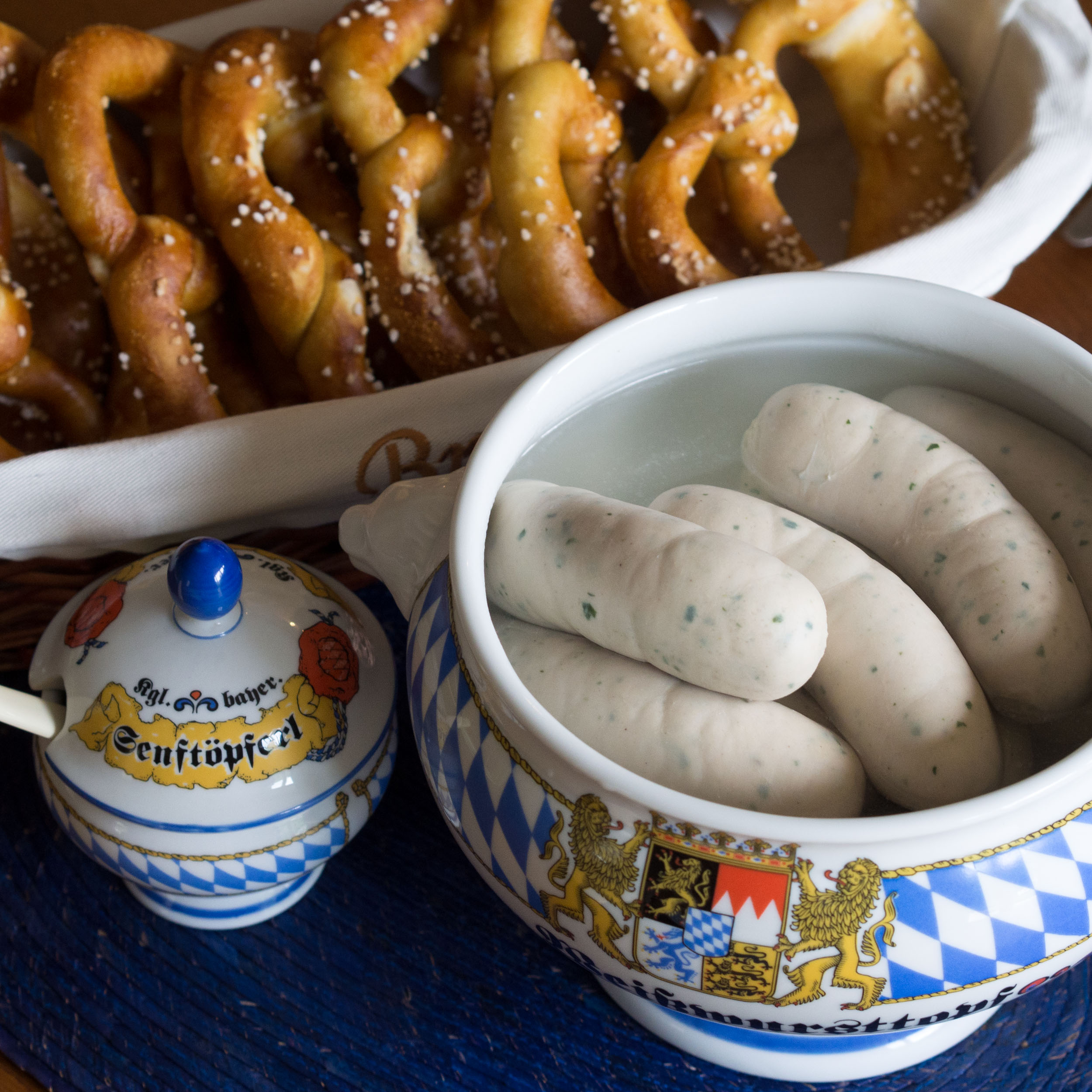
وجبة من نقانق الفايسفورست مع مخبوزات البريتزل

تحظى مخبوزات البريتزل بشعبية كبيرة في منطقة فرنكونيا الألمانية وفي جنوب ألمانيا، ومنطقة الألزاس، والنمسا، والأجزاء الناطقة بالألمانية في سويسرا
يمكن تناول البريتزل مع النبيذ، أو كطبق جانبي أو وجبة خفيفة، أو كنوع من الخبز. تباع بعض أنواعها مقطعة إلى شرائح ومدهونة بالزبد، وتقدم أنواع طرية من مخبوزات البريتزل في وجبة الفايس فورست إلى جانب النقانق والخردل الحلو.
انتقلت مخبوزات البريتزل إلى العديد من بلدان العالم، ففي عام 1869، أسس المهاجر الألماني جون بيلربك أول مخبز في سلسلة مخابز بيلربك في الولايات المتحدة الأمريكية في بلدة فيربورت والذي اشتهر ببيع المخبوزات والمعجنات الألمانية وعلى رأسها البريتزل.

## معرض صور

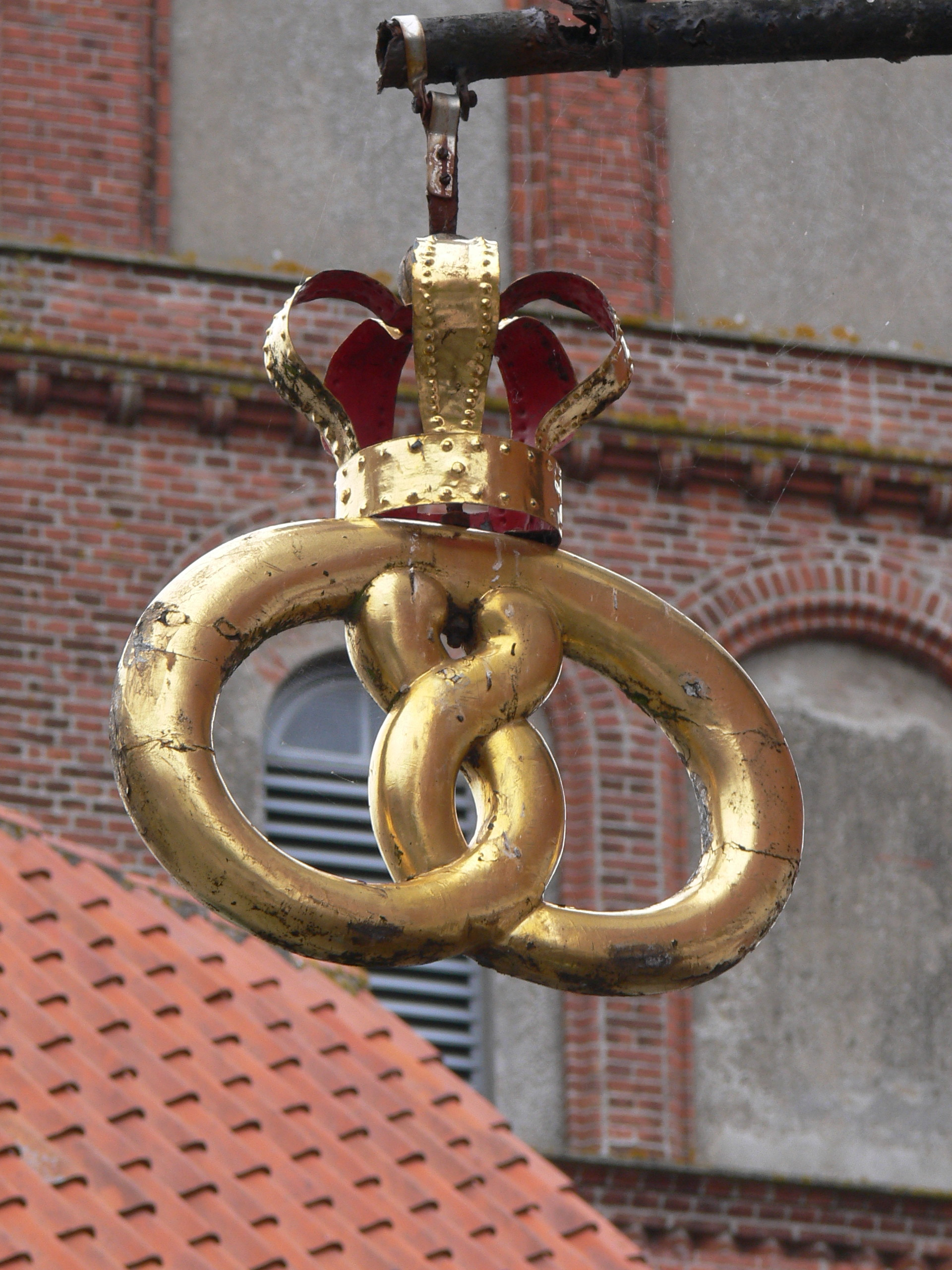
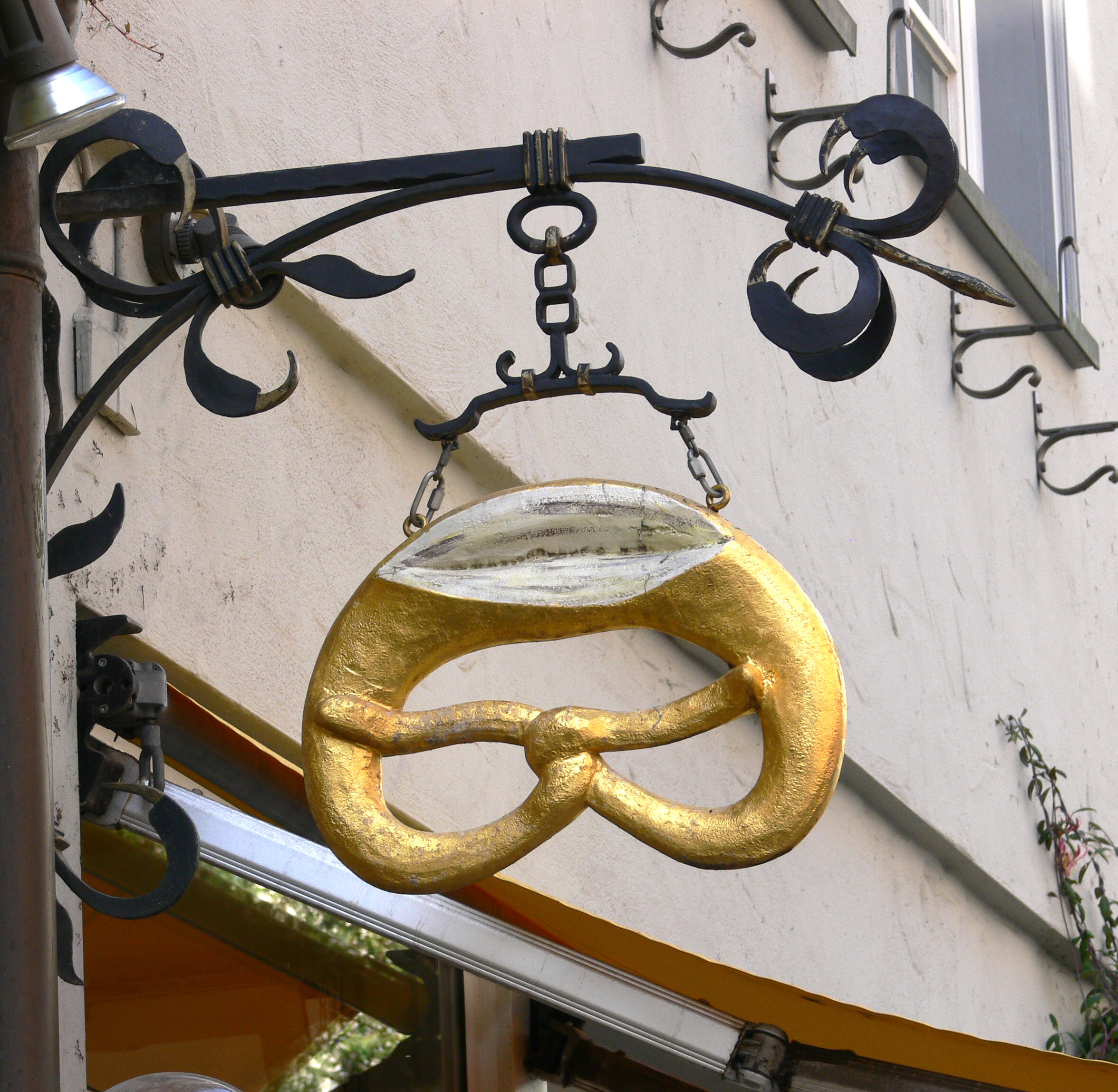
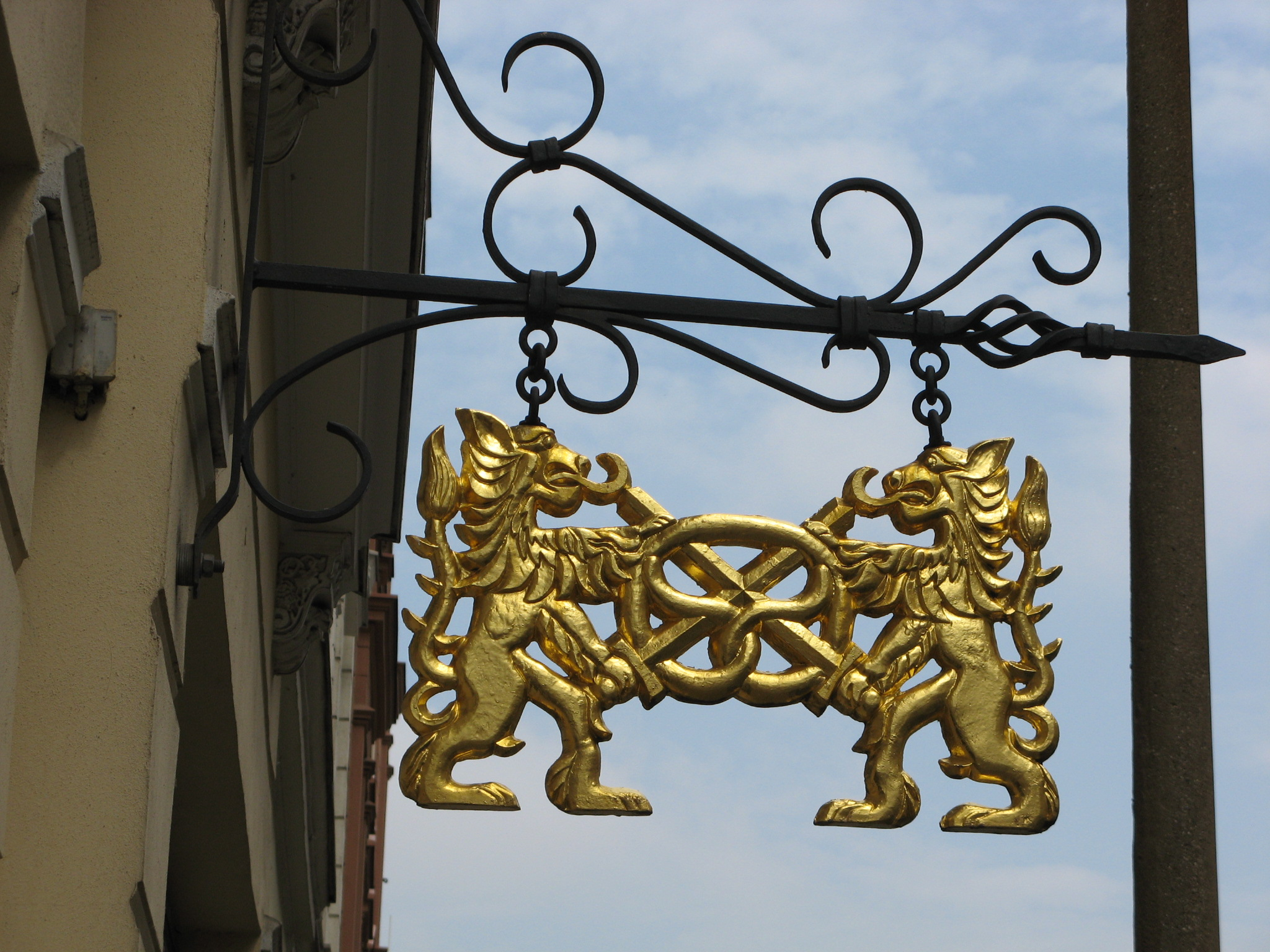
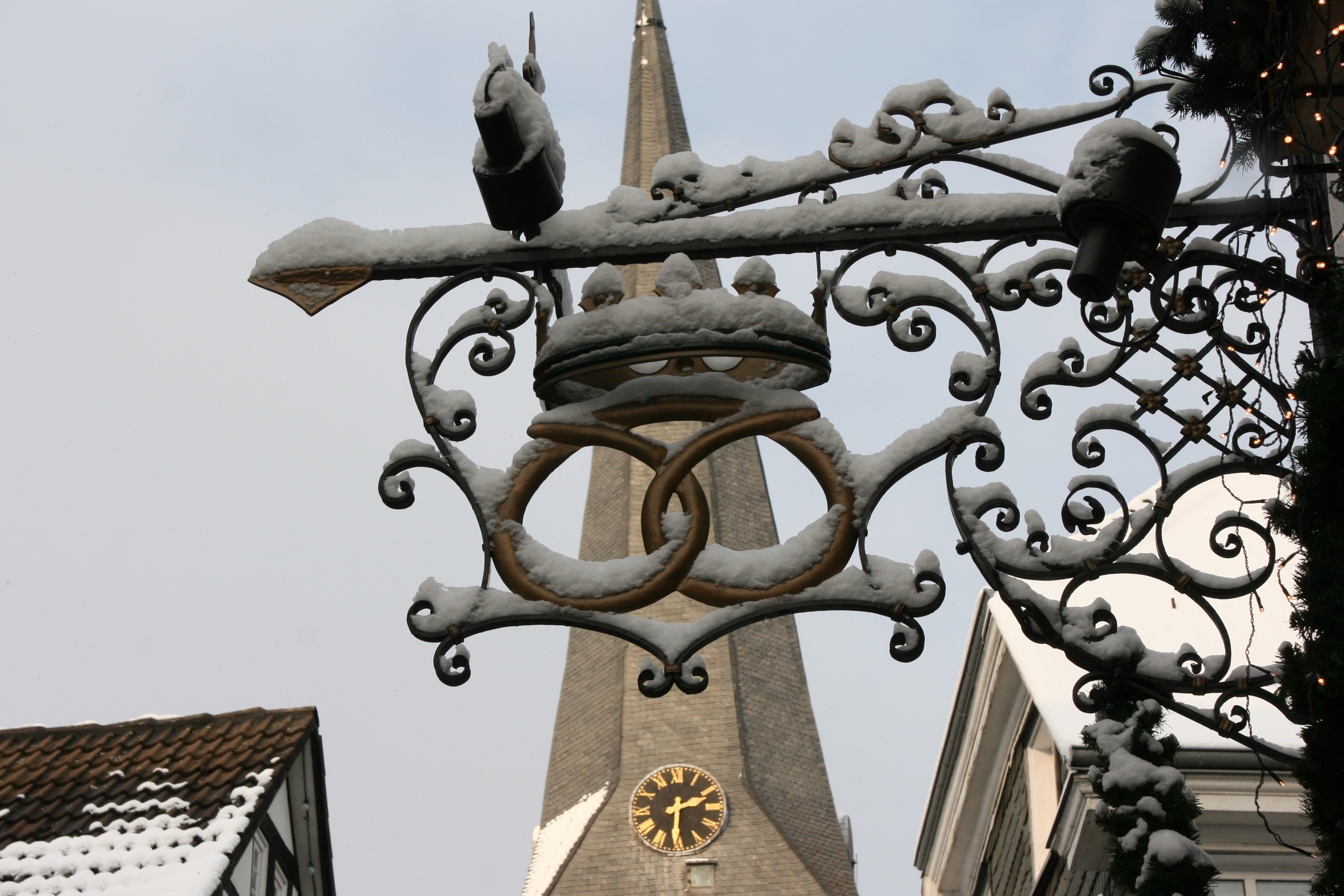